# Río Yeruslán
El río Yeruslán (del ruso: Ерусла́н) es un río de Rusia, afluente del Volga por la izquierda.
El río discurre por los óblasts de Sarátov y Volgogrado. Tiene una longitud de 278 km y una cuenca de 5.570 km². 
El río nace en el sudoeste de la cordillera Obshchi Syrt en el óblast de Sarátov y fluye en dirección sursudoeste por el sur de este óblast y el noroeste del óblast de Volgogrado. Desemboca unos 50 km al noroeste de Palásovka en el embalse de Volgogrado.
Permanece bajo el hielo desde finales de noviembre/principios de diciembre hasta el principio de abril. En verano a veces el río se seca. No es navegable. Su agua, ligeramente salada, se utiliza para la irrigación.
Sus principales afluentes son el Soliónaya Kuba y el Yama.
Atraviesa la ciudad de Krasni Kut.